# Carn de bou

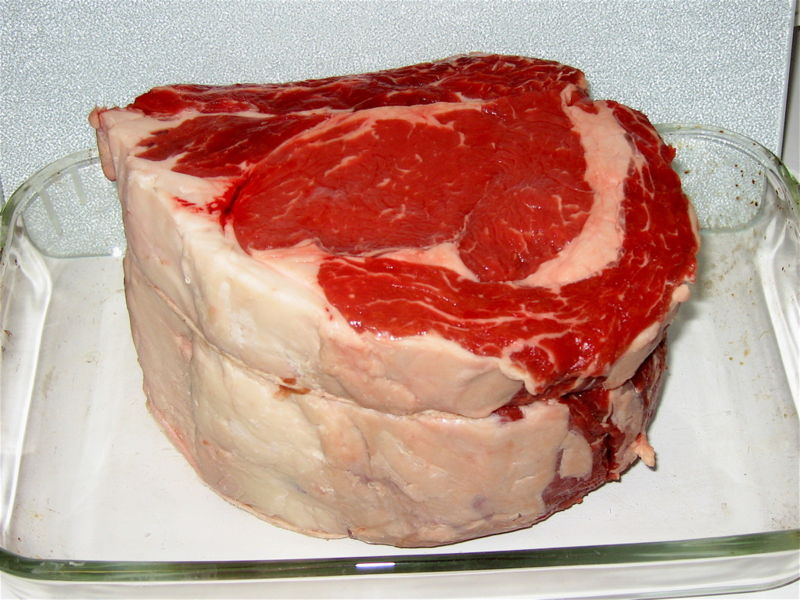
Carn de bou.

Bou, carn de bou o vedella és el nom culinari de la carn bovina, especialment la del bestiar amansat. Aquesta carn de bestiar prové de vaques, bous o vedells. La carn bovina rep els noms de «carn de vedella» quan és d'un animal jove i «carn de bou» quan és d'un animal adult.
Etimològicament, la paraula catalana prové del mot llatí bos, bovis. L'espècie i el mascle es diuen bou, en canvi la femella és la vaca. El mascle adult sense castrar rep el nom de toro i si és castrat, i a partir dels tres anys, se'n diu bou. Quan és no-castrat i d'edat de més d'un any és dit brau. Els individus joves de menys d'un any reben el nom de «vedell» o «vedella» i els d'entre un i dos anys s'anomenen «jònecs». A les Terres de l'Ebre i al País Valencià, el mascle adult sense castrar s'anomena «bou», mentre que el castrat s'anomena «bou manso».

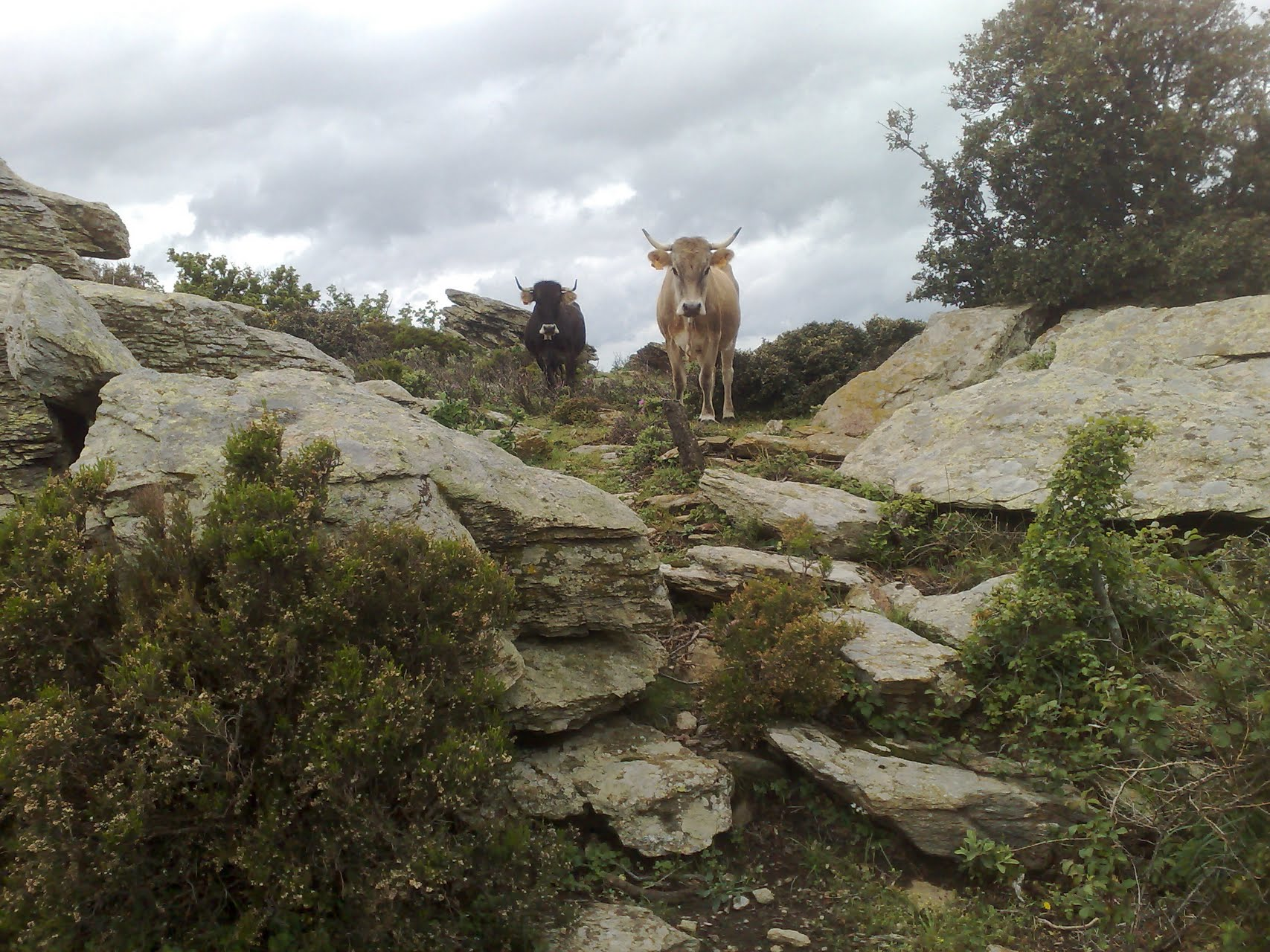
Dues vaques de l'Albera

Hi ha diverses races, algunes d’elevat valor gastronòmic. Als Estats Unts hi destaca la raça angus. Al Japó, que no van començar a menjar carn fins al segle XVI per influència portuguesa, tenen el bou de raça waigu, produïts a Kobe, que és la carn més cara del món. A França hi ha un munt de races autòctones bovines per a carn: charolaise, limousine, blonde d’Aquitaine, rouge des Prés, salers, gascona, aubac, blanc-bleu, bazadaise, parthenaise. A Catalunya ho són la vaca bruna dels Pirineus, la vaca de l'Albera i la vaca pallaresa.
La carn de vedella o bou només està prohibida a l’Índia, ja que la majoria hi professa religions vegetarianes i, a més, és un animal sagrat. La fan servir jueus, cristians i musulmans. Els jueus i els musulmans l’ han de sacrificar segons les normes kosher i halal. Els antics grecs i romans el consideraven animal sacrificial, grat als déus i als homes, ja que en feien diverses receptes.

## Història

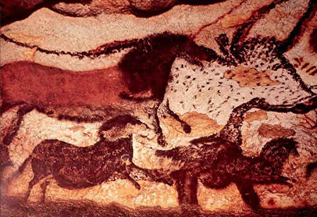
Pintures de Lascaux

Els éssers humans han menjat la carn dels bovins des de la prehistòria; algunes de les escenes de les pintures rupestres més antigues conegudes, com les de coves de Lascaux, mostren la caça d'urs, l'avantpassat salvatge del bou domèstic modern, i després van domesticar bestiar per aconseguir carn de boví, llet i cuir. Aquest bestiar ha estat domesticat almenys dues vegades al llarg de la història.
En concret, el bestiar boví actual consta de dues subespècies, Bos taurus taurus (toro o brau) i Bos taurus indicus (zebú). Ambdues subespècies es devien originar a partir del B. primigenius. La primera domesticació va ser fa uns 10.500 anys amb l'evolució de Bos taurus. La segona va ser fa uns 7.000 anys, amb l'evolució de Bos indicus (zebú) al subcontinent indi i l'est de l'Àfrica, , mentre que les races taurines es troben per tot Europa i el nord i oest d’Àfrica. A Amèrica trobem zebú a les zones tropicals (centre i nord del Brasil, Amèrica Central) i toros a les zones temperades (centre i nord dels EUA, sud del Brasil i Argentina). Els primers estudis amb ADN mitocondrial van mostrar que les dues subespècies s'havien separat fa diversos centenars de milers d’anys, és a dir, molt abans de qualsevol domesticació. Per tant, es pot concloure que es van domesticar de manera independent. Diverses dades arqueològiques indiquen que el zebú es va domesticar a la regió de Balutxistán (avui Pakistan) fa uns deu mil anys, es va introduir posteriorment a l’Índia i, més recentment —fa tres mil anys, aproximadament—, a l’Àfrica En canvi, el toro es va domesticar inicialment a l'Orient Pròxim, i es va expandir cap a Europa i Àfrica. A Europa, estudis amb ADN han demostrat que va haver-hi diverses domesticacions locals i que els Bos primigenius es van encreuar amb el bestiar provinent de l’Orient Pròxim. També s'ha descobert que el bestiar nord-africà va influir genèticament en el de la península Ibèrica i que va haver-hi una altra introgressió de zebús en el boví de l’Orient Pròxim.
Aquest quadre es fa cada vegada més complex a mesura que s'amplia amb més dades: hi ha una possible tercera espècie domesticada fa 8.500 anys, el Bos primigenius africanus.
Als Estats Units, el creixement de la indústria de la carn de boví es va deure en gran part a l'expansió de pastures al sud-oest a través de la Guerra de Mèxic-Estats Units de 1848, i l'expulsió dels indis de les planes d'aquesta regió i de l'Oest Mitjà. Les ciutats de Chicago i Nova York van ser les primeres a beneficiar-se'n.

## Producció

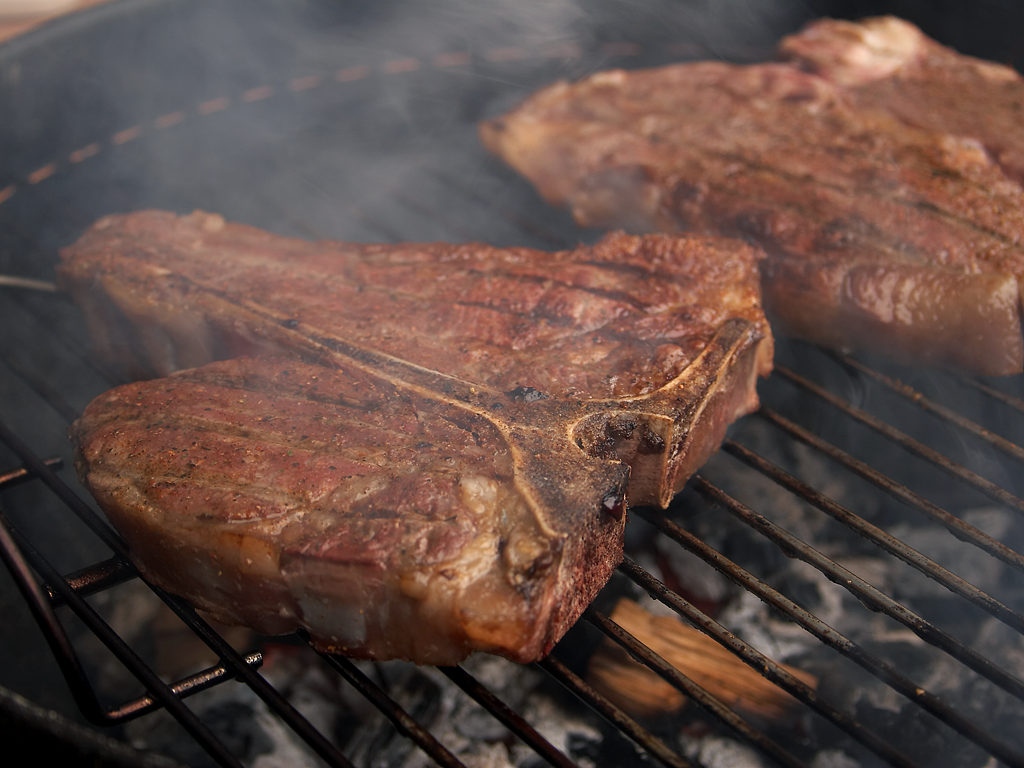
Carn de bou

En el trienni 1969-71, la carn bovina representava uns 40 milions de tones. A mitjans dels anys noranta del segle passat va incrementar-se un 50%. Els EUA ocupen un primer lloc destacat amb més del 20% de la producció mundial i l’Índia i la Xina (amb el 15% i 9% de la cabanya mundial, respectivament, el 1997). A distància, hi ha Argentina, Brasil, Austràlia i Mèxic. A Europa, Alemanya i França són els productors més importants. Rússia ocupava un lloc modest.
En el quinquenni 2010-2014, segons el Departament d'Agricultura dels Estats Units, la producció mundial de carn va ser d'entre uns 58 a 59 milions de tonelades mètriques. Per tant, hi ha hagut un augment del consum considerable.

## Nutrients
La carn de vedella és una carn magra, amb pocs greixos i un alt contingut en proteïnes, i també minerals com ara iode, manganès, zinc, seleni…, minerals que es varien en quantitat segons el tipus d’alimentació de l’animal. També conté vitamines com el ferro i la vitamina B 12. Pel fet de ser una carn vermella,. No obstant això, no totes les carns de boví ofereixen el mateix valor nutritiu. Existeixen notables diferències, segons siguin peces del múscul aïllat o d'un teixit unit proper, com el greix per exemple, o depèn que el cap de bestiar sigui jove o vell. La carn de boví major presenta certa quantitat de greix intramuscular, que li proporciona la suculència pròpia. Aquest greix es caracteritza pel seu elevat contingut en àcids grassos saturats. Segons la peça que es tracti, el contingut en greix i en colesterol és molt variable. Per exemple, les costelles són peces amb més contingut gras que el llom o el rellom. Com la carn de boví es consumeix cuinada, la seva riquesa nutritiva varia. Es perd aigua i es produeix un minvament de la peça provocada per la pèrdua d’aigua i, a més, es perden diferents nutrients en major o menor mesura en funció de com es cuina. Durant el cuinat, totes les vitamines del grup B (hidrosolubles) de la carn es redueixen. En canvi la majoria dels minerals no es veuen afectats, com en el cas de ferro, encara que altres com el fòsfor, potassi i sodi es perden amb el suc de la carn.
Es recomana consumir-ne un màxim de dues vegades a la setmana.

## A la cuina catalana i occitana
És un tipus de carn atípica a la cuina catalana. El bou és molt present en la cuina francesa o americana, però no ho és massa en la gastronomia catalana. Josep Pla, a El que hem menjat, va escriure que la nostra era una “cuina sense carn”. Segurament, com afirma el gastrònom Jaume Fàbrega, en el clima mediterrani engreixar un bou o una vaca és molt més costos que en les frondoses prades franceses; de fet, en cap cuina mediterrània hi ha una cuina basada en el bou o la vaca, ja que tradicionalment servia per llaurar oper a donar llet, tot i que a la Mediterrània tampoc hi havia autèntiques vaques productores de llet. Només se sacrificaven els animals que ja no servien per treballar o produir; per tant, eren vaques velles. No obstant, Francesc Eiximenis, al s. XIV, esmenta la “vedella de llet”. Bou i vedella apareixen sovint als receptaris medievals. Per exemple, al Llibre de Sent Soví s'hi descriu el tall de vaca, bou i vedell. Als receptaris dels convents del segle XVIII ja hi apareix algun estofat de “vaca” o bou, i fins i tot hi ha plats tradicionals com l’arròs de bou de l'Horta de València o el que es feia a Girona per Corpus. Als llibres clàssics com La cuinera catalana, primer llibre de cuina catalana i ibèrica moderna (1835), hi surten diverses receptes de “vaca o bou” i Ignasi Doménech (La teca, 1924) i Ferran Agulló (Llibre de la cuina catalana, 1928), grans autors clàssics de referència, hi inclouen diversos plats de bou com l'estofat. Altres plats de bou de la cuina catalana són la cua de bou estofada, la cua de bou amb sípia de la Garrotxa. En aquesta comarca es menjava toro de lídia estofat o en picadillo.
A Occitània, el bou a l'adoba (dit buòu a l’adoba, en occità) és una recepta típica. Al Llenguadoc, Provença, etc., l'adoba solia ser un solemne plat familiar de Pasqua i de grans festes, convits i casaments. El nom del plat ve del terme occità i català adobar, o sigui, preparar, condimentar. També, tradicionalment, es feia servir una cassola, però també un topin o tupí. Fins i tot es menjava fred. En aquest cas cal afegir-hi una pota de vedella, que ho lligarà i hi donarà gelatina. Aquest plat també es fa a ambdues Cerdanyes i a tot el Pirineu-Pallars, Alt Urgell...

## Talls
Carn de bestiar es divideix primer en els talls primaris. Aquests són les seccions bàsiques i altres subdivisions que són tallades de la carn. Atès que les potes de l'animal i els músculs del coll fan la majoria dels treballs, que són els més difícils, la carn es torna més sensible com més augmenta la distància entre peülla i corn. Diferents països tenen diferents talls i noms.

### Talls neerlandesos
- Filet de costat
- Filet de llonzes - els millors talls s'utilitzen per al stoofvlees, els trossos menors s'utilitzen en el hachee.[21][22]
- Brot de pit
- Garró de bou

### Impacte mediambiental
L'impacte ambiental de la producció de carn varia a causa de l'àmplia varietat de pràctiques ramaderes emprades a tot el món i s'ha associat a la contaminació per l'ús de combustibles fòssils, el metà animal, els residus d'efluents i el consum d'aigua i de sòl. En tot cas no és el mateix la ramaderia ecològica, la ramaderia extensiva, la producció ramadera intensiva o la ramadera de subsistència.
El consum de carn de boví suposa nombroses amenaces per al medi natural. La carn de boví requereix de terra i aigua, i la seva producció emet de gasos d'efecte hivernacle i contamina l'aire i l'aigua. "Una vaca pot generar fins a 500 grams de metà per dia, que vol dir l'equivalent a 12.500 grams de CO2 per dia. Si un cotxe convencional emet 120 grams CO2 per km, vol dir que l'emissió d´una vaca en termes de CO2 pot significar l'equivalent d´un cotxe que faci 104 km diàriament. Per tant, estem davant d´un problema major que no podem negligir. S´estima que a la Terra hi ha 1.300 milions de vaques i que la seva contribució a l'efecte hivernacle estimat per la FAO és del 4,5%". Si hi sumen la producció, distribució i transport i el consum un estudi del 2021 va estimar que la carn de boví va contribuir al voltant de 4.000 milions de tones (9%) dels gasos d'efecte hivernacle.
Per mitigar els efectes del canvi climàtic caldria mantenir els ramats de vaques en zones de pastura amb matolls, línies arbrades i una diversificació d’estrats vegetals. Aquest model està molt estès a Normandia i al Pirineu i permet una major condensació d’aigua i un millor equilibri ambiental perquè és una font de biomassa vegetal, augmenta notablement la fertilitat del sòl i contribueix a l’autonomia del nitrogen. Aquest sistema farratger elimina molt CO₂ de l’atmosfera i ofereix una ramaderia autònoma i resilient.